# Mihkel Aksalu
Mihkel Aksalu (* 7. November 1984 in Kuressaare) ist ein estnischer ehemaliger Fußballtorhüter.

## Karriere
Aksalus Karriere begann beim FC Kuressaare, wo er Ersatztorwart war. Von dort ging er zum unterklassigen Verein Sörve JK und HÜJK Emmaste, ehe der FC Flora Tallinn ihn verpflichtete, aber gleich zum Tervis Pärnu weiter verlieh, um dort Spielpraxis zu bekommen. Dort gelang ihm auch das Kunststück, als Torwart einen Treffer im Spiel zu erzielen. Nach zwei Jahren ging er zum FC Flora Tallinn zurück, wo er fünf Jahre spielte. Im Januar 2010 wechselte Aksalu zu Sheffield United. Kurz darauf verlieh ihn Sheffield auf Leihbasis für zwei Monate an Mansfield Town in die Conference National. Gary Speed, Trainer der „Blades“ hatte ihm geraten Spielpraxis bei einem anderen Klub zu sammeln. In der Spielzeit 2012 stand er im Kader des estnischen Erstligisten FC Flora Tallinn nachdem er seinen Vertrag bei Sheffield United aufgelöst hatte.
Im April 2013 unterschrieb der Torhüter einen Vertrag beim finnischen Zweitligisten Seinäjoen JK, wo mit Gert Kams und Stanislav Goldberg bereits zwei weitere Esten unter Vertrag standen. Mit dem Verein stieg er als Stammtorhüter daraufhin in die erste Liga auf und gewann dort 2015 die finnische Meisterschaft. Nach der Saison 2019 verließ er den Verein.
Nach einjähriger Vereinslosigkeit verpflichtete ihn im Januar 2021 der estnische Erstligist Paide Linnameeskond.
International spielt er seit 2007 in der Nationalmannschaft von Estland.

## Erfolge
Tervis Pärnu
- Vize-Meister Second Division: 2003

FC Flora Tallinn
- Estnischer Meister: 2003
  - Estnischer Vize-Meister: 2007, 2008
- Estnischer Pokalsieger: 2008, 2009
- Estnischer Supercup: 2009

Seinäjoen JK
- Finnischer Meister: 2015
- Finnischer Pokalsieger: 2016
- Finnischer Ligapokalsieger: 2014

Auszeichnung
- Baltic League Awards 2007 als Bester Torwart.